# 赭
赭（そほ）は、暗い赤色のような色。茶色に近い。土の色名の一つ。

## 赭について
赭は、赤土（赭土とも）のことを指す。火口の近くでよく見られるが、日常ではあまり見られない。強いて言うとココアの色に近い。
赭に名前が似る真赭（まそお、ますお）というのがあるが、真赭は赭に比べて明るく、茶系よりは赤系の色。実際は、赭を知らない人が多く、真赭の方が使われる（季語等）。

更に、代赭（たいしゃ）というのもある。これも真赭ぐらい明るく、橙色に近い。

## その他
赭というのが一般的だが、赭色という言い方もある。

## 近似色
- ココアブラウン
- 土色
- 赤錆色